# Seregno
Seregno, (v dialektu brianzolo Serègn) je italské město v oblasti Lombardie v provincii Monza a Brianza, leží asi 26 km severně od Milána a 10 km od Monzy v blízkosti jezer a v předhůří Alp.

## Geografie
Sousední města a obce jsou Mariano Comense, Giussano, Carate Brianza, Cabiate, Meda, Albiate, Seveso, Cesano Maderno, Lissone a Desio.

## Historie
Původ osady doložen archeologickými nálezy doby římské z 2. století př. n. l., od roku 1087 byla zaznamenána v písemných pramenech, nazývala se Seregnium. Až do poloviny 19. století byla jen tržní vsí s venkovskými rezidencemi severoitalské šlechty. Průmyslové město rychle vyrostlo během druhé poloviny 19. století. Vyniklo hedvábnictví a tkalcovství bavlny, dosud je významné nábytkářskou výrobou.

## Kultura

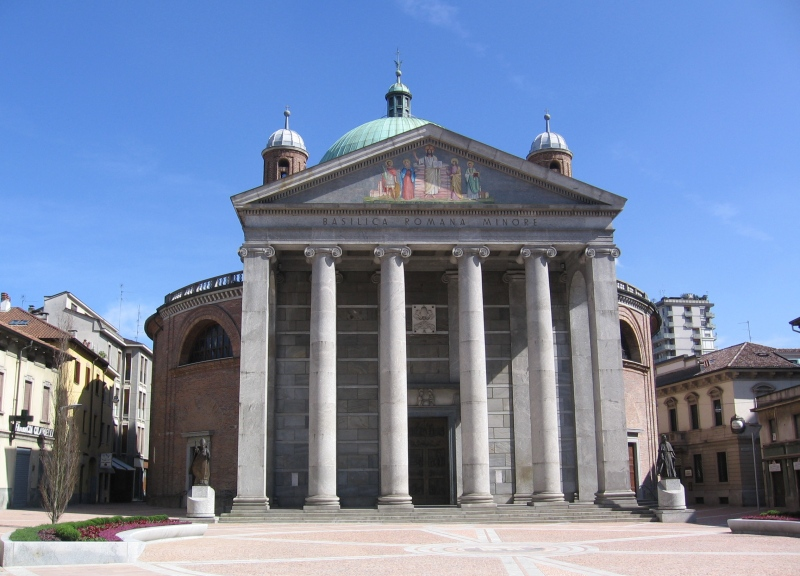
Bazilika sv. Josefa

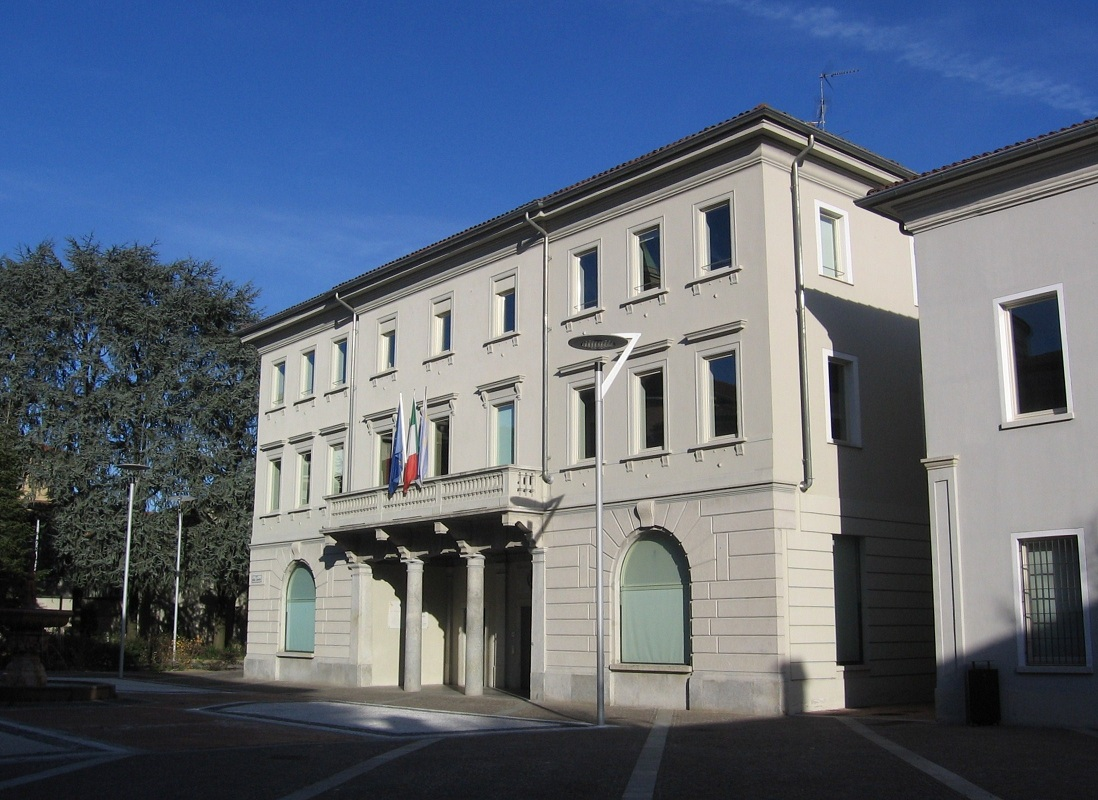
Radnice, dříve Palazzo Landriani-Caponaghi

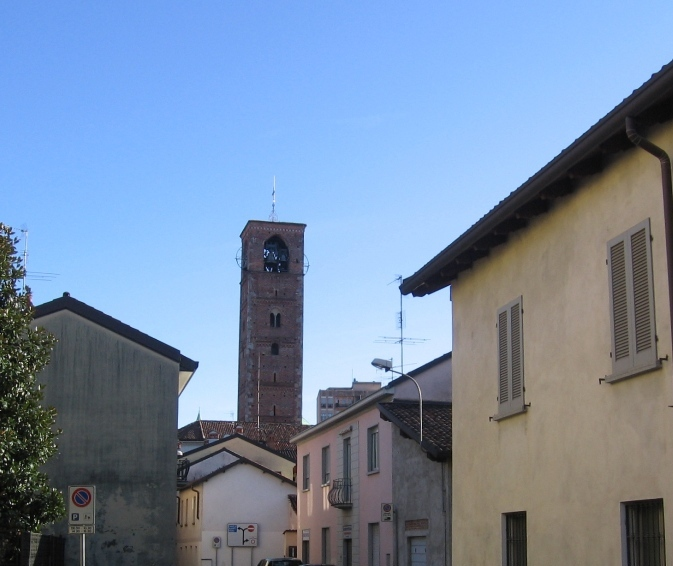
Torre Barbarossa

Město je známé mezinárodní klavírní soutěží, pojmenovanou po milánském pianistovi a skladateli Ettore Pozzolim († 1959): International Ettore Pozzoli Piano Competition. Soutěž se pořádá od roku 1959 každý druhý rok.
Každoroční kulturní a náboženskou událostí o víkendu kolem 28. dubna je slavnost patronky města, římské mučednice svaté Valérie z Milána.

## Památky
- Bazilika sv. Josefa (Basilica di San Giuseppe) - klasicistní stavba vysvěcená roku 1780, má statut basilica minor
- Kostel sv. Benedikta a opatství řádu olivetánů - novorománské stavby kongregace benediktinů-olivetánů (1884), kteří sem přišli z mateřského opatství Monte Olivetana v Toskánsku
- Kostel Panny Marie a sv. Valérie (Santuario di Madonna del Valeria) - novogotický chrám
- Barbarossova věž - jediná středověká památka ve městě, dříve strážní věž, pojmenovaná po římském císaři Fridrichu Barbarossovi; nyní zvonice
- Radnice, původně palác (Palazzo Landriani Caponaghi) z roku 1863
- Villa rodiny Odescalchi-Silva

## Osobnosti
- Nicolao da Seregno, také Nicolao da Lugano (činný 1463-1500); malíř-freskař z kantonu Tessin
- Achille Locatelli - arcibiskup, kardinál a diplomat papežského stolce